# Посольство Дании в России
Посольство Дании в Российской Федерации (дат. Danmarks ambassade i Moskva) — дипломатическая миссия Дании в России, расположена в Москве в Хамовниках в Пречистенском переулке. Королевское Посольство Дании в Москве было одной из первых постоянных дипломатических миссий, основанных Данией в конце XV века .
- Чрезвычайный и полномочный посол: Йеспер Вар.
- Адрес посольства: 119034, Россия, г. Москва, Пречистенский пер., д. 9 (станция метро «Кропоткинская»).
- Индекс автомобильных дипломатических номеров: 010.

## История особняка
Правая часть особняка была построена вскоре после пожара 1812 года для гвардии капитана Воейкова. Через несколько десятилетий новый владелец майор Гурьев переделал большинство интерьеров. В 1905 году к дому был пристроен парадный вестибюль.
Вскоре здание купила известная меценатка Маргарита Кирилловна Морозова, вдова крупного московского купца Михаила Абрамовича Морозова. После смерти супруга она продала свой огромный помпезный дворец на Смоленском бульваре (№ 26/9). В 1913 году особняк был перестроен (архитектор И. В. Жолтовский). В салоне, который держала Морозова, часто бывал Андрей Белый, собирались многие художники, музыканты, артисты, писатели.
В 1918 году особняк был национализирован вместе с последними шедеврами, собранными ею самой и покойным мужем. Советское правительство отвело М.К. Морозовой комнату в подвале, а в здании разместили отдел Наркомпроса по делам музеев и охране памятников старины, которым руководила жена Троцкого Н.И. Седова и где работали многие известные деятели культуры. В 1920–30-х гг. тут находилась дипломатическая миссия Норвегии, в 1945–1946 гг. — Югославии. С 1946 года дом перешел посольству Королевства Дания, которое занимает особняк и по сей день.
Согласно легенде, посол короля предложил Маргарите Кирилловне датское гражданство и всяческое содействие. Она ответила письмом: «Милостивый государь! Я потомственная московская купчиха. Все здесь создавали мои предки. И даже если дело рук их, не дай Бог, будет уничтожено, мой вдовий долг обиходить родную могилу».

## Отделы посольства
- Политический отдел
- Отдел по вопросам обороны
- Консульский и визовый отдел
- Торгово-экономический отдел
- Отдел сельского хозяйства и рыболовства
- Отдел культуры и информации
- Административно-хозяйственный отдел

## Послы Дании в России
- Пауль Даниэль Стенбергер (1979—1983)
- Рудольф Антон Торнинг-Петерсен (1983—1989)
- Ваги Эгебьерг (1989—19??)
- Ларс Виссинг (2001—2004)
- Пер Карлсен (2005—2010)
- Том Рисдаль Йенсен (2010—2013)
- Томас Винклер (2013—2018)
- Карстен Сёндергорд (2018—2022)
- Якоб Хеннингсен (2022—2024)
- Йеспер Вар (2024 — н. в.)